# Československá hokejová liga 1977/1978
35. ročník Československé hokejové ligy 1977/78 se hrál pod názvem I. liga.

## Herní systém
12 účastníků v jedné skupině, hrálo se čtyřkolově systémem každý s každým. Poslední mužstvo sestoupilo.

## Pořadí
| Poř. | Tým                     | Zápasy | Výhry | Remízy | Porážky | Skóre   | Body |
| ---- | ----------------------- | ------ | ----- | ------ | ------- | ------- | ---- |
| 1.   | Poldi SONP Kladno       | 44     | 28    | 7      | 9       | 182:117 | 63   |
| 2.   | CHZ Litvínov            | 44     | 28    | 3      | 13      | 185:125 | 59   |
| 3.   | Sparta ČKD Praha        | 44     | 25    | 8      | 11      | 144:111 | 58   |
| 4.   | TJ Vítkovice            | 44     | 25    | 4      | 15      | 189:147 | 54   |
| 5.   | Dukla Jihlava           | 44     | 22    | 9      | 13      | 150:116 | 53   |
| 6.   | Motor České Budějovice  | 44     | 19    | 8      | 17      | 175:164 | 46   |
| 7.   | Tesla Pardubice         | 44     | 14    | 11     | 19      | 127:131 | 39   |
| 8.   | Slovan CHZJD Bratislava | 44     | 16    | 6      | 22      | 151:159 | 38   |
| 9.   | Zetor Brno              | 44     | 10    | 10     | 24      | 115:160 | 30   |
| 10.  | VSŽ Košice              | 44     | 13    | 4      | 27      | 138:212 | 30   |
| 11.  | HK Dukla Trenčín        | 44     | 14    | 1      | 29      | 111:164 | 29   |
| 12.  | Škoda Plzeň             | 44     | 11    | 7      | 26      | 125:186 | 29   |

## Nejlepší střelec
Jaroslav Pouzar (Motor České Budějovice) - 42 gólů

## Nejproduktivnější hráči
| Poř. | Hráč            | Mužstvo                 | Zápasy | Góly | Asistence | Body |
| ---- | --------------- | ----------------------- | ------ | ---- | --------- | ---- |
| 1.   | Milan Nový      | Poldi SONP Kladno       | 44     | 40   | 35        | 75   |
| 2.   | Ivan Hlinka     | CHZ Litvínov            | 43     | 32   | 39        | 71   |
| 3.   | Jaroslav Pouzar | Motor České Budějovice  | 43     | 42   | 20        | 62   |
| 4.   | Vincent Lukáč   | VSŽ Košice              | 42     | 36   | 25        | 61   |
| 5.   | Marián Šťastný  | Slovan CHZJD Bratislava | 42     | 33   | 23        | 56   |
| 6.   | Jiří Bubla      | CHZ Litvínov            | 44     | 21   | 35        | 56   |
| 7.   | Peter Šťastný   | Slovan CHZJD Bratislava | 42     | 29   | 24        | 53   |
| 8.   | Eduard Novák    | Poldi SONP Kladno       | 43     | 37   | 11        | 48   |
| 9.   | Jozef Lukáč     | VSŽ Košice              | 44     | 29   | 19        | 48   |
| 10.  | Josef Ulrych    | CHZ Litvínov            | 44     | 30   | 17        | 47   |

## Zajímavosti
- Došlo k zatím nejvyrovnanějšímu souboji o udržení v dosavadní historii ligy. Týmy HK Dukla Trenčín a Škoda Plzeň měly po 44 kolech vyrovnanou bilanci vzájemných zápasů (2:5, 1:3, 3:2, 7:3) a stejný brankový rozdíl ze všech 44 zápasů (-53). O udržení rozhodl dodatečný zápas na neutrálním hřišti (hrálo se v Brně). Po 60 minutách i po prodloužení byl stav 1:1, o udržení tak rozhodovaly až samostatné nájezdy. Po 18 trestných stříleních bylo rozhodnuto ve prospěch Dukly Trenčín. Zápas trval 3 hodiny a 14 minut, byl nejdelší v dosavadní historii ligy.
- Mistr Poldi SONP Kladno měl pasivní bilanci se Spartou Praha a CHZ Litvínov, se kterými získal 2, resp. 3 body.[1]
- Nejtrestanějším týmem byla Sparta Praha (561 trestných minut), z hráčů Milan Chalupa z Dukly Jihlava (108 trestných minut).

## Soupisky mužstev

### Poldi SONP Kladno
Milan Kolísek (22/2,72/0),
Miroslav Krása (26/2,54/2),
Miroslav Termer (2/5,00/0) -
Bohumil Čermák (44/1/2/36),
František Kaberle (43/9/18/20),
Antonín Melč (9/0/1/2),
Jan Neliba (44/2/5/40),
František Pospíšil (44/11/31/37),
Otakar Vejvoda (44/6/3/14),
Jaroslav Vinš (35/3/2/28) -
Lubomír Bauer (42/12/9/24),
Jiří Filip (3/0/0/2),
Jiří Kopecký (27/1/3/4),
Miroslav Křiváček (43/12/10/18),
Zdeněk Müller (44/12/20/22),
Zdeněk Nedvěd (44/19/7/20),
Eduard Novák (44/37/11/59),
Jan Novotný (19/4/3/6),
Milan Nový (44/40/35/16),
Arnošt Reckziegel (16/2/1/8),
Milan Skrbek (40/4/3/18),
Václav Sýkora (38/7/4/10) -
trenéři Jaroslav Volf (vystřídal ho Bohumil Prošek) a Václav Slánský

### CHZ Litvínov
Jan Hrabák (5/5,50/0),
Miroslav Kapoun (44/2,69/2) -
Jiří Bubla (44/21/35/49),
Miroslav Daněk (42/2/5/12),
Arnold Kadlec (42/1/1/38),
Jaroslav Kůrovec (7/0/1/6),
Vladimír Macholda (43/4/5/18),
Miroslav Rykl (44/1/2/22),
Jan Vopat (43/5/7/57) -
Ivan Hlinka (43/32/39/30),
Jaroslav Hübl (14/1/0/4),
Vladimír Jeřábek (10/0/1/2),
Čestmír Kodrle (10/8/11/24),
Jindřich Kokrment (43/18/15/16),
Vladimír Kýhos (40/10/9/16),
Vladimír Machulda (40/20/13/19),
Petr Opačitý (44/12/9/49),
Josef Radoch (10/0/0/2),
Miloš Tarant (36/15/6/22),
Josef Ulrych (44/30/17/12),
Ondřej Weissmann (39/5/1/16) -
trenéři František Voříšek, Josef Hlinka a Josef Beránek

### Sparta ČKD Praha
Jiří Holeček (44/2,47/4),
Jaroslav Radvanovský (4/3,00/0) -
Stanislav Hajdušek (38/5/1/38),
Vladimír Kostka (39/7/6/40),
Miroslav Kuneš (30/2/5/20),
Vladimír Nejedlý (8/0/1/6),
Karel Pavlík (26/3/5/6),
Jaroslav Šíma (43/5/4/32),
Vladislav Vlček (44/7/5/32),
Jan Zajíček (43/3/12/69) -
Karel Holý (44/14/8/61),
Václav Honc (44/6/15/12),
Jiří Hrdina (35/6/8/20),
František Kalivoda (20/1/3/10),
Jiří Kochta (36/9/12/10),
Jaroslav Mec (42/22/11/53),
Tomáš Netík (22/4/1/11),
Jiří Nikl (34/8/8/14),
Luboš Pěnička (42/8/8/42),
Pavel Richter (44/19/15/39),
Jiří Titz (43/12/5/28),
Jindřich Vícha (21/3/6/14) -
trenéři Luděk Bukač a Pavel Wohl

### TJ Vítkovice
Luděk Brož (28/2,79/0),
Ivan Podešva (22/4,11/6),
Jaromír Šindel (1/4,50/0) -
Karel Dvořák (44/1/87/28),
Zbyněk Efler (13/0/2/4), 
Milan Figala (43/6/15/24),
Ivan Horák (32/2/0/26),
Libor Kudela (44/5/11/23),
Jaroslav Lyčka (42/10/8/20),
Pavel Stankovič (44/5/5/12) -
Radoslav Čížek (4/0/0/0),
Miroslav Fryčer (34/12/10/24),
Miloš Holaň (44/3/13/23),
Bohumil Kacíř (30/13/6/22),
Jiří Keler (18/1/0/4),
Radoslav Kuřidým (42/12/16/42),
Zbyněk Neuvirth (44/17/22/2),
Václav Niesner (27/2/4/6),
Rudolf Slavík (26/3/4/18),
Vladimír Stránský (44/23/15/28),
Ladislav Svozil (43/17/7/48),
Jaroslav Vlk (26/11/11/6),
Josef Volek (26/6/7/6),
Vladimír Vůjtek (43/20/16/6) -
trenéři Ladislav Štemprok a Jan Soukup

### HC Dukla Jihlava
Jaroslav Jágr (3/6,66/0),
Jiří Králík (44/2,54/0) -
Petr Adamík (34/3/4/30),
Vítězslav Ďuriš (44/3/6/47),
Karel Horáček (43/1/10/32),
Milan Chalupa (39/1/8/108),
Jiří Seidl (1/0/0/0),
Jan Suchý (39/3/7/10),
Vladimír Šandrik (33/4/3/14),
Josef Vondráček (27/1/3/18) -
Josef Augusta (44/10/14/27),
Petr Brdička (32/14/10/4),
František Černík (41/15/14/32),
Jaroslav Holík (34/4/15/73),
Jiří Holík (42/15/13/28),
Jan Hrbatý (11/1/1/0),
Peter Ihnačák (5/0/1/4),
Otta Klapka (25/2/3/12),
Jindřich Korph (1/0/0/0),
Luboš Kšica (16/2/3/4/),
Miloš Kupec (29/7/1/6),
Jindřich Micka (3/0/0/2),
Miloš Novák (39/17/2/41),
Josef Paleček (27/13/7/15),
Vladimír Veith (44/21/14/17),
František Výborný (34/13/3/6),
Ladislav Vysušil (3/0/1/2) -
trenéři Jaroslav Pitner a Stanislav Neveselý

### Madeta Motor České Budějovice
Pavel Bakus (3/9,09/0),
Ivo Doležel (20/3,73/2),
Vladimír Plánička (31/3,60/2) -
Miroslav Dvořák (43/10/16/48),
Josef Horešovský (42/1/4/14),
Jaroslav Kočer (40/3/6/18),
Josef Květoň (42/2/4/24),
Petr Míšek (1/0/0/0),
Josef Novák (43/1/6/30),
Jan Podlaha (5/0/0/4),
František Tikal (18/1/4/4) -
Josef Anderle (39/9/5/16),
Vladimír Caldr (44/9/7/22),
František Čech (40/29/7/11),
Miloš Edelmann (33/7/6/8),
Jan Klabouch (30/5/5/2),
Jiří Kolár (44/11/10/45),
Jaroslav Korbela (18/2/0/8),
Norbert Král (28/3/2/8),
Jiří Lála (27/9/4/10),
Václav Mařík (43/13/34/28),
Jaroslav Pouzar (43/42/20/46),
Karel Pražák (42/14/22/14),
Michal Vondrka (17/4/3/4),
Jaroslav Vopátek (1/0/0/0) -
trenéři Ladislav Pejcha a František Neumeier

### Tesla Pardubice
Jiří Crha (44/2,96/14),
Ivan Šenk (1/3,00/0) -
Vladimír Bezdíček (40/1/4/32),
Milan Klement (34/2/4/36),
Jan Levinský (43/2/5/18),
Zdeněk Moučka (26/1/2/14),
Pavel Nešťák (44/4/8/48),
Pavel Novotný (32/1/3/32),
Horymír Sekera (43/3/5/46),
Pavel Skalický (34/6/2/4) -
Miroslav Bažant (11/2/2/2),
Pavel Beránek (32/4/8/36),
Milan Černický (6/0/0/0),
Ladislav Dinis (22/2/5/8),
Petr Hemský (1/0/0/0),
Richard Kalhous (5/0/0/0),
Milan Koďousek (42/17/6/17),
Vladimír Martinec (44/19/18/19),
Jiří Novák (44/23/14/45),
František Pecivál (41/9/5/12),
František Semonský (5/0/2/4),
Josef Slavík (44/9/8/48),
Bohuslav Šťastný (44/14/9/32) -
trenéři Otakar Mareš a Horymír Sekera

### Slovan CHZJD Bratislava
Pavol Norovský (20/4,18/0),
Marcel Sakáč (36/3,42/0) -
Jozef Bukovinský (41/4/11/12),
Ivan Černý (44/5/3/24),
Milan Kužela (21/3/1/32),
Peter Mišovič (24/1/2/18),
Ľubomír Roháčik (11/3/2/4), 
Ľubomír Ujváry (44/8/7/24),
Vladimír Urban (42/1/2/18) -
Marián Bezák (44/11/6/32),
Roman Cisár (27/2/0/10),
František Hejčík (27/4/4/2),
Ján Jaško (38/7/3/41),
Eugen Krajčovič (39/6/2/6),
Milan Mrukvia (20/5/2/12),
Dušan Pašek (5/0/1/0),
Dárius Rusnák (44/4/11/24),
Miroslav Stanek (13/0/1/10),
Anton Šťastný (42/19/17/22),
Marián Šťastný (44/33/23/58),
Peter Šťastný (42/29/24/38),
Dušan Tobolár (1/0/0/2),
Anton Zmajkovič (4/0/0/0),
Dušan Žiška (36/6/9/16) -
trenér Ladislav Horský

### Zetor Brno
Vladimír Dzurilla (39/3,42/2),
Karel Lang (16/4,61/0) –
Ctirad Fiala (41/1/4/53),
Lubomír Hrstka (44/5/4/45),
Oldřich Machač (44/6/14/30),
Lubomír Oslizlo (39/3/2/44),
František Tulec (43/3/328),
Vladimír Vašíček (18/0/1/2),
Otto Železný (35/2/0/16) –
Zdeněk Balabán (38/6/2/4),
Rostislav Čada (8/0/0/0),
Josef Černý (28/2/0/14),
Svatopluk Číhal (44/11/10/16),
Tomáš Dolák (42/7/4/26),
Libor Havlíček (34/18/26/36),
Zdeněk Chocholatý (1/0/0/0),
Vladimír Kovář (2/0/0/0),
Vladimír Kunc (41/8/8/18),
Zdeněk Mráz (42/6/8/12),
Karel Nekola (43/27/11/34),
Jiří Otoupalík (43/6/2/10),
Alexandr Prát (11/0/2/0),
Vlastimil Vajčner (34/4/4/12) –
trenéři Augustin Bubník a Vladimír Nadrchal, později Zdeněk Kepák

### VSŽ Košice
Juraj Hamko (1/9,00/0),
Michal Orenič (10/9,06/0),
Jaroslav Rozsypal (1/9,00/0),
Pavol Svitana (42/4,45/12) -
Pavol Bačiak (43/4/7/26),
Ján Bačo (41/0/2/24),
Juraj Bakoš (7/0/0/2),
Marián Repaský (44/4/6/64),
Ladislav Roško (20/0/0/8),
Ján Šterbák (42/12/3/25) -
Bedřich Brunclík (43/16/20/61), 
Karel Čapek (44/7/7/24),
František Čižík (2/0/0/0)
Ľubomír Divulit (17/2/0/2),
Peter Filipovič (4/1/0/9),
Róbert Gold (32/1/1/16),
Anton Lach (42/5/8/38),
Dušan Ludma (33/6/4/27),
Imrich Lukáč (40/5/5/34),
Jozef Lukáč (44/29/19/10),
Vincent Lukáč (42/36/25/51),
Jozef Markovič (27/3/2/8),
Milan Mažgut (37/0/5/6),
Eugen Saloň (10/2/2/2),
Anton Spišak (1/0/0/0),
Jaroslav Žec (29/5/2/16) -
trenéři Pavol Zábojník (v průběhu sezóny Juraj Ferenc) a František Kolláth

### Dukla Trenčín
Ján Herczeg (20/3,87/2),
Petr Ševela (33/3,59/2) -
Marián Brúsil (36/4/1/15),
Pavel Dočkal (42/2/5/35),
František Hossa (43/3/5/54),
Miroslav Michalovský (26/1/7/12),
Pavel Pazourek (22/1/3/16),
Jiří Šrámek (33/1/1/6),
Zdeněk Venera (31/2/0/37),
František Větrovec (29/4/2/46) -
Peter Filipovič (14/1/2/2),
Václav Haňka (45/15/10/28),
Miroslav Hlinka (8/2/0/0),
Václav Kašpar (8/0/0/0),
Vladimír Kocián (44/14/5/70),
Alojz Meluš (44/5/15/18),
Miroslav Miklošovič (45/13/9/10),
Milan Mrukvia (22/3/4/14),
Karel Najman (40/8/6/26),
Oldřich Pavlík (25/4/2/12),
Ján Podkonický (28/2/2/12),
Bohumil Salajka (43/9/4/38),
Jiří Šetek (43/15/10/15),
Luděk Vojáček (27/2/5/25) -
trenéři Jaroslav Walter a Kamil Svojše

### Škoda Plzeň
Petr Brokeš (10/4,84/2),
Josef Hovora (15/4,41/2),
Jiří Svoboda (31/4,15/0) -
Vladimír Bednář (39/3/5/38),
Milan Kajkl (44/5/21/23),
Jaroslav Klacl (24/0/0/16),
Luboš Kudrna (37/3/1/8),
Jiří Neubauer (43/4/8/52),
Zdeněk Partyngl (2/0/0/0),
Miloslav Pecka (36/1/1/6),
Karel Trachta (38/3/2/20) -
Oliver Burian (21/1/3/0),
František Černý (44/7/7/40),
Bohuslav Ebermann (43/27/9/46),
Jan Havel (20/0/1/8),
Pavel Huml (45/16/9/16),
Miroslav Klapáč (35/9/7/23),
Josef Kočí (37/6/0/19),
Milan Kraft (43/12/7/10),
Zdeněk Schejbal (41/7/7/22),
Ladislav Skřivan (29/4/4/6),
Marek Sýkora (40/6/9/6),
Petr Vrabec (43/13/9/22) -
trenéři Zdeněk Haber (v průběhu sezóny Miloslav Šašek) a Václav Šmat
Poznámky:
- údaje v závorce za jménem (počet utkání/góly/asistence/trestné minuty), u brankářů (zápasy/průměr na zápas/trestné minuty)

## Kvalifikace o I. ligu
- TJ Gottwaldov - Lokomotiva Bučina Zvolen 4:2 (3:5, 2:1, 0:3, 4:3, 5:2, 4:0)[3]

## Rozhodčí

### Hlavní
- Jiří Adam
- Alexander Aubrecht
- Milan Barnet
- Jan Budinský
- Jaroslav Bulant
- Ivo Filip
- Milan Jirka
- Libor Jursa
- Luděk Matěj
- Juraj Okoličány
- Aleš Pražák
- František Sirotek
- Vladimír Šubrt
- Vilém Turek

### Čároví
- PAvel Barvíř -  Ivan Postránecký
- Zdeněk Bouška -  Jindřich Simandl
- Jiří Brunclík -  Václav Les
- Slavomír Caban -   Jozef Kriška
- Luděk Exner -  Karel Sládeček
- Stanislav Gottwald -   Jan Šimák
- Otto Hlinčík -   Pavol Siroťák
- Vlastislav Horák -   Josef Furmánek
- Milan Mišura -   František Martinko
- Ján Macho -  Ján Poracký
- František Němec -  Ivan Koval
- Miroslav Průcha  -  Jan Maryška
- Jan Tatíček -
- Jozef Vrábel -  Ivan Šutka

=